# 青木陵子
青木 陵子（あおき りょうこ、1973年 - ）は、兵庫県出身の日本の現代美術作家である。1999年に京都市立芸術大学大学院ビジュアルデザイン科修了。身近な自然、日常の断片、幾何学模様などといったさまざまな要素を、画面のなかに配し、それらを伸びやかな線と色彩で紡ぎだしたように描かれるドローイング作品で知られる。主な個展に、「クリテリオム51」（水戸芸術館/水戸・日本、2002年）、「HAMMER PROJECTS Ryoko Aoki」（ハマー美術館/ロサンゼルス・アメリカ、2005年）、「ワイルドフラワーのたね」（ワタリウム美術館 オン・サンデーズ地下１階ギャラリー/東京・日本）がある。

## 主な展覧会
1998年「どないやねん!/現代日本の想像力」　国立美術学校（パリ、フランス）
1999年「青木ヶ原樹海」ブルーナイル　（大阪）
2000年「パターン」児玉画廊　（大阪）
2002年「クリテリオム51」　水戸芸術館（茨城）
2004年「Sliding Circle」（ロサンゼルス、アメリカ）
2005年「HAMMER PROJECTS Ryoko Aoki」　ハマー美術館（ロサンゼルス、アメリカ）
2007年「マイクロポップの時代:夏への扉」　水戸芸術館（茨城）
「ripples」（ニューヨーク、アメリカ）
「ドクメンタ12 」（カッセル、ドイツ）
2009年「ウィンター・ガーデン : 日本現代美術におけるマイクロポップ的想像力の展開」原美術館　（東京）
「キャンプ」コンラッド・フィッシャー　（デュッセルドルフ、ドイツ）
「オブジェクト・リーディング」　フォイル・ギャラリー （東京）
2010年「ワイルドフラワーのたね」。　ワタリウム美術館　オン・サンデーズ地下１階ギャラリー（東京）
「HANA」　小山市立車谷美術館　（栃木）
「絵画の庭」　国立国際美術館　（大阪）

## その他
パブリック・コレクション
The Museum of Modern Art　（ニューヨーク、アメリカ）